# Wilhelm Steuerwaldt
Guglielmo Steuerwaldt (Quedlinburg, 1º settembre 1815 – Quedlinburg, 7 dicembre 1871) è stato un pittore tedesco paesaggista.

## Biografia

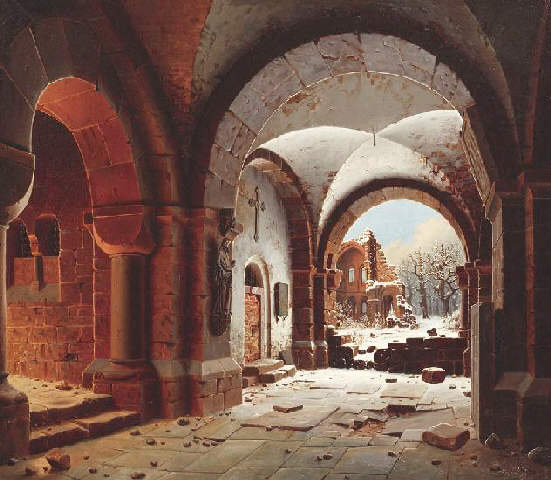
Rovine del monastero Heisterbach nella neve

Wilhelm Steuerwaldt è nato nell'attuale Finkenherd 1 a Quedlinburg, figlio di un insegnante di disegno, ed era già in stretto contatto con la pittura in gioventù. In questo periodo, dal 1830 al 1833, era stato apprendista presso il pittore di architettura Carl Hasenpflug, di Halberstadt. Terminata la scuola, nel 1833, iniziò i suoi studi all'Accademia d'arte di Düsseldorf. Nel 1836 tornò a Quedlinburg, dove lavorò come insegnante di disegno e pittore fino alla fine della sua vita, realizzando più di 200 dipinti. I suoi dipinti rappresentavano principalmente temi romantici sulla sua città natale, ma anche alcuni luoghi dei monti Harz. Nel 1839 acquistò la casa Klopstockhaus a Quedlinburg, che tenne fino a poco prima della sua morte e che vendette nel 1867.

## Opere
- (con Carl Virgin): Die mittelalterlichen Kunstschätze im Zittergewölbe der Schlosskirche zu Quedlinburg: nebst mehreren äusseren und inneren Ansichten des vormaligen Kaiserl. freien weltl. Stifts, 1855

- Blick auf die Klosterruine Walkenried, Öl auf Leinwand, Romantikerhaus Jena
- Der Münzenberg
- Krypta mit Blick auf den Quedlinburger Schlosshof
- Schlossplatz Quedlinburg